# Hipódromo Del Mar
El Hipódromo Del Mar (en inglés: Del Mar racetrack) es un hipódromo en el predio ferial de la ciudad de Del Mar, California, Estados Unidos, a 20 millas al norte de San Diego. Es propiedad del Estado de California y está arrendado por Del Mar Thoroughbred Club. Fue construido por Bing Crosby en cooperación con los actores Pat O'Brien, Gary Cooper, Joe E. Brown, Charles S. Howard y Oliver Hardy.
Con una capacidad de 44.000, es el segundo lugar de carreras de caballos más grande en el oeste de Estados Unidos, después del cercano Parque de Santa Anita. Michael Wrona es el locutor de la pista, el cual substituyó a Trevor Denman como voz de 'Del Mar'. Wrona también hace comentarios en el parque de Santa Anita.

## Historia e Información
Cuando Del Mar se abrió en 1937, Bing Crosby estaba en la puerta para saludar personalmente a los aficionados.
El 12 de agosto de 1938, el club 'Del Mar Thoroughbred Club' organizó una carrera de 25.000 dólares (el ganador se lleva todo) entre 'Seabiscuit' de Charles S. Howard y el potro del establo de Binglin, Ligaroti. En una época en la que las carreras de caballos ocuparon el segundo lugar en popularidad entre los estadounidenses respecto a la Liga Mayor de Béisbol, la carrera fue escrita y comentada por la radio NBC; convirtiéndose así en la primera emisión nacional de una carrera de caballos pura sangre. En la carrera, Seabiscuit fue montado por el jinete George Woolf y Ligaroti por Noel Richardson. Frente a una multitud récord que ayudó a que la pista de Del Mar fuera un éxito, Seabiscuit ganó una emocionante batalla por una nariz.
En 1940, Del Mar se convirtió en un parque de verano para muchas estrellas de Hollywood. Entre 1942 y 1944 la instalación fue cerrada debido a la Segunda Guerra Mundial. Inicialmente, los terrenos fueron utilizados para la formación del Cuerpo de Marines de los Estados Unidos, y luego como un sitio de fabricación de piezas para bombarderos B-17.
La primera 'Carrera Bing Crosby' fue realizada en Del Mar en 1946, y ese mismo año el ferrocarril de Santa Fe comenzó a ofrecer un recorrido de pista especial que traía espectadores, apostadores y caballos a Del Mar desde Los Angeles. A lo largo de la década de 1940 y 1950 la pista se convirtió en la Saratoga de Occidente para las carreras de verano. La pista tenía carteras grandes para muchas apuestas, muchas de las carreras de apuestas fueron ganadas por el legendario jinete, Bill Shoemaker.
A lo largo de los años 1960 y 1970 Del Mar continuó ofreciendo carreras de alta calidad y siguió siendo uno de los principales hipódromos en el país. La pista trató de ejecutar una reunión de otoño en la década de 1960, pero más tarde lo canceló después de obtener resultados mediocres. Esto permitió la creación de la Oak Tree Racing Association en el circuito de Santa Anita.
El cambio marcó los años 80 cuando la pista fue abierta a los espectadores y en 1984 Trevor Denman se convirtió en la voz de 'Del Mar'. La pista ofreció las mejores competencias del verano en Occidente y continuó creciendo en carteras, manejo y asistencia.
En los años 90 la pista experimentó una renovación importante. La tribuna de la feria de Del Mar fue demolida y reemplazada. En 1991 la pista tuvo su carrera más rica hasta la fecha, la Carrera Grado I Pacific Classic por el monto de 1.000.000 dólares americanos. El primer Clásico fue ganado por un impresionante de tres años llamado Best Pal.
A comienzos del año 2000, el equipo de marketing del club pasó por un cambio importante en su dirección de marketing. Se dieron cuenta de que tenían que atraer a una audiencia más joven, así como también una audiencia femenina. Centraron a Del Mar como un destino de moda, utilizando medios de comunicación social y otras vías para comercializar el hipódromo. La mayoría de los anuncios no mostraban caballos. Adoptaron el eslogan "Cool as Ever" y crearon una nueva marca alrededor de "Del Mar Scene". También contrataron al jockey y modelo Chantal Sutherland para ser la nueva cara del 'Del Mar Thoroughbred Club'.
La campaña de marketing del Hipódromo de Del Mar se ha convertido en un estudio de negocios de Stanford para ver si su estrategia podría hacerse en otros hipódromos. Uno de los mayores sorteos cada año para la pista de Del Mar se ha convertido en 'Opening Day', con su famoso concurso de sombreros y fiestas.
En marzo de 2013, hubo una votación para ampliar la porción de césped del hipódromo. La construcción comenzó más tarde ese mismo año y el trabajo se completó a tiempo para la temporada de carreras de 2014. El trabajo incluyó ensanchar el campo a 80 pies y suavizar la curva que sale de la rampa diagonal, permitiendo así que más caballos compitan en carreras de césped. Al año siguiente, Del Mar renovó la pista principal instalando El Segundo Sand.
A partir de 2014, y debido al cierre del hipódromo de Hollywood Park, se espera que Del Mar cuente con más carreras en el año.
Una reunión de otoño fue agregada, integrada por 'Hollywood Turf Cup Stakes', 'Hollywood Derby' y 'Matriarch Stakes'.
Del Mar será sede de la Breeders 'Cup por primera vez en el otoño de 2017.
El circuito de carreras de Del Mar es transmitido en directo desde julio a principios de septiembre. Los otros meses del año la instalación de apuestas por satélite está operando en el recinto ferial.

## Eventos
La pista de carreras de Del Mar tiene una gran multitud de eventos ya que el hipódromo se ha convertido en la fuente de entretenimiento y no sólo de carreras de caballos.
Estos eventos incluyen:
- Primer día en Del Mar con su famoso concurso de sombreros
- Conciertos de viernes a la noche, los cuales son gratuitos si se compra la entrada de la última carrera, de lo contrario los conciertos son 20 dólares para asistir. Los boletos prepagados y los boletos promocionales no son válidos sólo para los conciertos.
- Día de Diversión en familia, todos los sábados y domingos donde el infield ofrece entretenimiento gratuito para los niños.
- Una guardería para los niños mientras los padres están pasando el día en la pista.
- Días de obsequios. Los artículos varían cada año de lo que se está regalando.

## Atributos físicos de la pista
La pista es un óvalo de una milla, con marcas para carreras de 7/8 y 5/4 de milla. Así como también un óvalo de 7/8 de milla con una marca diagonal en línea recta para carreras de 17/16 y 9/8 de milla en el campo de césped.
El césped es una mezcla de Common Bermuda y Hybrid Bermuda (GN-1).
La pista abre dos veces al año en el recinto ferial de Del Mar y puede soportar más de dos mil caballos. Del Mar es conocida por su tribuna de color canela, situada directamente en el Océano Pacífico.
A principios de 2007, Del Mar se convirtió en la segunda pista en el sur de California en instalar una superficie sintética y la primera en instalar una superficie de marca Polytrack por un precio de aproximadamente 9 millones de dólares. Sin embargo, en febrero de 2014 el presidente de Del Mar, Joe Harper anunció su intención de volver a una superficie de tierra para la temporada de carreras de 2015.
Harper citó la falta de superficies sintéticas en el sur de California como la razón del cambio - Santa Anita Park había experimentado con una superficie sintética, pero luego volvió a la suciedad, mientras que Hollywood Park, que tenía una superficie sintética, se encuentra sin funcionamiento y pasará a convertirse en el Estadio de Los Ángeles en Hollywood Park, la futura casa de Los Angeles Rams de la NFL y Los Ángeles Chargers. Esta instalación abre en 2019.